# Magyar Tibor (újságíró)
Magyar Tibor (Eredeti családneve: Manovil, írói álnevei: M. T. West, Leon Aumont, Nelly Jack, Hugh Percy; 1912. november – Budapest, 1988. július 27.) újságíró, író, kabaré szerző, humorista.

## Élete
Már középiskolásként is jelentek meg versei, tárcái, novellái. Újságíróként különböző lapoknál dolgozott. Ezzel párhuzamosan 1934 és 1942 között néha különféle álneveken is szórakoztató filléres, főként bűnügyi, kalandos és szerelmes regényeket írt.
A második világháború idején munkaszolgálatos volt. A felszabadulás után különféle vidéki és budapesti lapok munkatársa, szerkesztője. Az ötvenes években népszerű és sikeres kabarédarabokat írt. Pályája vége felé a Világgazdaság olvasószerkesztője. Végül a Magyarország című hetilap munkatársa.

## Művei
- A lélekgyilkos, Világvárosi Regények, 122. szám, Világvárosi Regények Kiadóvállalat, Budapest, 1934
- M. T. West: A fejnélküli halott, Hellas Irodalmi és Nyomdai Részvénytársaság, Szivárvány sorozat, 15. szám, Budapest, 1935, fordította: Magyar Tibor, 128 oldal
- A hongkongi liliom, Világvárosi Regények, 194. szám, Világvárosi Regények Kiadóvállalat, Budapest, 1935
- A trópusi fehér asszony, Hellas, Budapest, 1935.
- A rubini rejtély, Hellas Irodalmi és Nyomdai Részvénytársaság, Szivárvány sorozat, Budapest, 1935
- Egy görbe éjszaka története, Hellas Irodalmi és Nyomdai Részvénytársaság, Budapest, 1935, Szivárvány
- Kamasz-szerelem, 1935
- A kínai rózsa, Friss Újság Színes Regénytára, Budapest, 1936
- Indiai kaland, Hellas Irodalmi és Nyomdai Részvénytársaság, Szivárvány sorozat, 24. szám, Budapest, 1936
- A Sanghai-i titok, 1936
- Dzsungel, 1936
- Egy lány Honoluluban, 1936
- A hajnali botrány, 1936
- A süketnéma nyomozó, 1937
- A halál üdvözlete, 1937
- A bűn árnyékában, 1937
- Valaki gyilkolt, 1938
- Leon Aumont: Kikötők ördöge, Hellas Irodalmi és Nyomdai Részvénytársaság, Szivárvány sorozat, ?. szám, Budapest, 1939, fordította: Magyar Tibor
- Edy Durand imakönyve, szerzői kiadás, Budapest, 1939
- Texas banditái, Globus, Budapest, 1939
- Andy Texas, 1939
- A fekete lovasok, 1939
- A revolveres doktor, 1939
- Cowboy a kelepcébe, 1939
- A brazíliai fenevad, 1940
- A pusztulás hajója, 1940
- Tim Fox a csendbiztos, 1940
- Mexikó pokla, 1940
- A préri revolverhőse, 1940
- M. T. West: A Rio Grande banditái, 1940
- Nelly Jack: A texasi rendőr, 1940
- M. T. West: A texasi banditavadász, 1940
- Pokol a vadnyugaton, 1940
- Egy cowboy Mexikóban, 1940
- Albérlet menyasszonnyal, Világvárosi Regények, 811. szám, Literária Kiadóvállalat, Budapest, 1941, 1959
- Hugh Percy: Az indiánföld banditái, Pesti Hírlap könyvek 705. szám, Budapest, 1941
- Út a pokolba, 1941
- Gyémánt a porban, Kaland Könyvkiadó, Budapest, 1941
- Szeress helyettem!, Kaland Könyvkiadó, Budapest, 1941
- Hugh Percy: Egy - mindenki ellen, Pesti Hírlap könyvek 709-710. szám, Budapest, 1941
- Hugh Percy: A halál torkában, Pesti Hírlap könyvek 723. szám, Budapest, 1942
- Hugh Percy: Az aranyvidék banditái, Pesti Hírlap könyvek 725. szám, Budapest, 1942
- Klára behódol, Kaland Könyvkiadó, Budapest, 1942
- Ne higgy a nőnek!, 1942
- Más, mint a többi, 1942
- Kamaszok, Kaland Könyvkiadó, Budapest, 1942
- Iskolabál, Budapest, 1942
- Nádorné Gellért Anikó-Magyar Tibor: Egy művészházaspár életútja, Fővárosi Nyomdaipari Vállalat, Budapest, 1970[3]
- Rapcsányi László (szerk.): A fekete kastély rejtélye és más kémtörténetek, benne Magyar Tibor: A Sanghaji titok, Idegenforgalmi Propaganda és Kiadó Vállalat, Budapest, 1989, ISBN 9633162696
- A lélekgyilkos és más történetek, Magyar Péter, 2016, ISBN 9789631250749
- A fej nélküli halott és más történetek, magánkiadás, 2017, ISBN 9789631250756
- A sanghaji titok és más történetek, magánkiadás, 2017, ISBN 9789631291605

## Fordítás
- Max Brand: A fehér farkas, Fónagy kiadás, Budapest, 193?, fordította: Magyar Tibor

## Róla
- A lemenő nap fényében – Emlékezés Magyar Tibor újságíróra és köreire, magánkiadás, Budapest, 1990